# 魔鬼岛

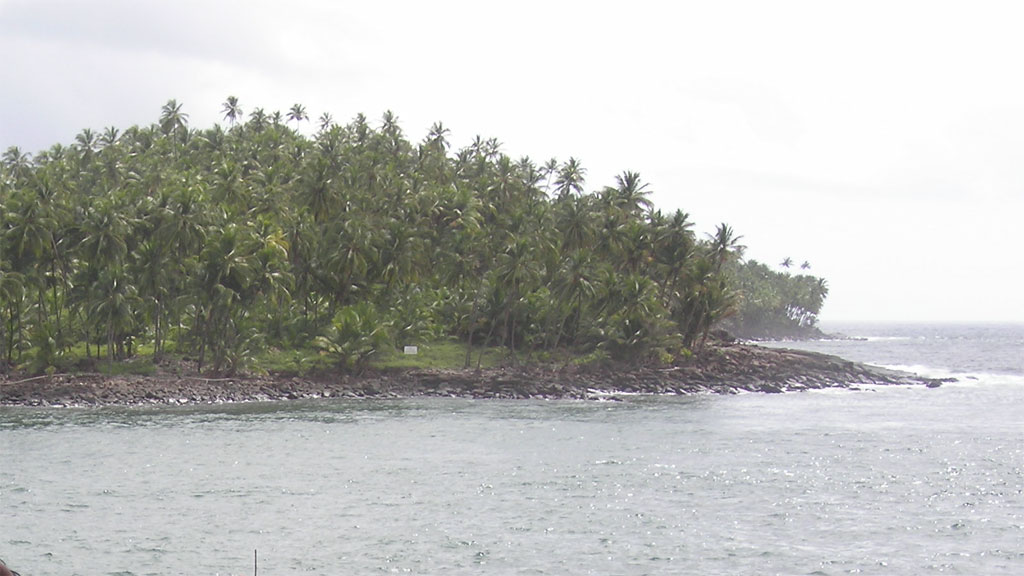
Île du Diable

魔鬼岛（Île du Diable，又譯恶魔岛），是法属圭亚那外海的一个小岛，距大陆11公里，面积34.6公顷。自1852年起，该岛被法国建为流放重犯的监狱。1938年开始停止接收犯人，1946年监狱被撤销，1952年被正式关闭。该岛现属于圭亞那太空中心的管制之下。
在魔鬼岛作为监狱的一百年间，共有约8万犯人死于此处，魔鬼岛因而得名。